# Túnel de Canals Royes
El pequeño túnel de Canals Royes se ubica en el extremo norte de la A-139 (entre la localidad de Benasque y el túnel de Esquerrero), por lo tanto en el extremo norte del valle de Benasque (extremo nororiental de Aragón). Tiene 66 metros de longitud y podría tener una importancia vital si se decidiese construir el tan denostado túnel internacional Benasque-Bagnères-de-Luchon.